# Pseudepipona
Pseudepipona is een geslacht van vliesvleugelige insecten van de familie plooivleugelwespen (Vespidae).

## Soorten
- P. augusta (Morawitz, 1867)
- P. cretensis Bluethgen, 1942
- P. gineri (von Schulthess, 1934)
- P. herrichii (Saussure, 1856)
- P. inexpecta (Bluethgen, 1955)
- P. ionia (Saussure, 1855)
- P. lativentris (Saussure, 1855)
- P. sellata (Morawitz, 1885)
- P. sessilis (Saussure, 1853)
- P. superba (Morawitz, 1867)
- P. tripunctata (Fabricius, 1787)